# Akroleina
Akroleina – organiczny związek chemiczny z grupy aldehydów. Najprostszy możliwy aldehyd nienasycony; jak wszystkie tego rodzaju aldehydy, jest stosunkowo nietrwały. Niewielkie ilości kwasu lub zasady powodują jej gwałtowną polimeryzację do poliakroleiny.

## Właściwości
Jest to bezbarwna, lotna ciecz o gryzącej woni przy dużych stężeniach, bądź dość przyjemnym, ożywczym zapachu przy małych stężeniach. Jest bardzo silnym lakrymatorem. Powoduje silne podrażnienia błon śluzowych, oczu i górnych dróg oddechowych. Już przy stężeniu w powietrzu rzędu 2 ppm może spowodować zgon. Z tego względu była stosowana przez jakiś czas w trakcie I wojny światowej jako gaz bojowy.

### Aktywność biologiczna
Choć akroleina nie została zakwalifikowana jako substancja rakotwórcza, istnieje szereg badań wskazujących na jej właściwości rakotwórcze. Wykazano, że akroleina niszczy DNA oraz modyfikuje białka odpowiedzialne za jego naprawę. Badania na modelach tkanek szczurzych i ludzkich wskazują, że akroleina może powodować raka pęcherza. Wykazano również, że akroleina jest głównym czynnikiem powodującym nowotwory płuc związane z paleniem papierosów.
Jednocześnie akroleina należy do metabolitów siarczku diallilu (DAS, CH
2=CH−CH
2−S−CH
2−CH=CH
2), powstającego w wątrobie z alliiny występującej w czosnku pospolitym. Wraz z innymi metabolitami alliicyny, DAS uważany jest za substancję odpowiedzialną za antyrakowe właściwości czosnku, co wynika z jego cytotoksyczności wobec hepatocytów. Cytotoksyczność ta może z kolei być efektem rozpadu DAS do akroleiny.

## Otrzymywanie
Akroleinę produkuje się z gliceryny. W warunkach przemysłowych akroleina jest otrzymywana przez termiczną dehydratację (odwodnienie) gliceryny w temperaturze 280 °C. W laboratorium można ją otrzymać poprzez reakcję gliceryny ze stężonym kwasem siarkowym lub z siarczanami o charakterze kwasowym (np. Na
2SO
4/KHSO
4, MgSO
4 i Al
2(SO
4)
3), a także w reakcji acetaldehydu z formaldehydem:
HCHO + CH
3CHO → CH
2=CH−CHO + H
2O
Akroleina wydziela się także w wyniku ogrzewania przez dłuższy czas tłuszczu w wysokiej temperaturze, np. podczas smażenia na maśle lub oleju.

## Zastosowanie
Współcześnie akroleina jest stosowana głównie jako monomer do produkcji poliakroleiny, polimeru, który jest łatwo biodegradowalny i całkowicie nietoksyczny, dzięki czemu znajduje on zastosowanie w przemyśle kosmetycznym i medycynie. Stosowana jest także jako substrat do reakcji chemicznych.